# Norbert Gyömbér
Norbert Gyömbér (* 3. Juli 1992 in Banská Bystrica) ist ein slowakischer Fußballspieler.

## Karriere

### Verein
Gyömbér begann seine Karriere beim MFK Revúca. 2006 wechselte er in zum FK Dukla Banská Bystrica, für den er im Oktober 2011 in der Fortuna liga debütierte. 2013 wechselte er nach Italien zum Erstligisten Catania Calcio, mit dem er jedoch binnen zwei Jahren in die dritte Liga abstieg. Im August 2015 wurde er an den Erstligisten AS Rom verliehen, der ihn später fest verpflichtete. Da sich Gyömbér jedoch nicht durchsetzen konnte, verlieh ihn die Roma mehrfach. Zunächst spielte er bei Delfino Pescara 1936, kurz darauf bei Terek Grosny. Ab Sommer 2017 spielte er auf Leihbasis beim FC Bari 1908, bis er im Sommer darauf zur AC Perugia Calcio wechselte. Seit 2020 steht er bei US Salernitana unter Vertrag.

### Nationalmannschaft
Gyömbér war U-21-Nationalspieler. Sein Debüt für die A-Mannschaft gab er im März 2014 im Testspiel gegen Israel.
Bei der Fußball-Europameisterschaft 2016 in Frankreich wurde er in das Aufgebot der Slowakei aufgenommen. Seinen ersten Einsatz im Turnier hatte er beim 0:0 im letzten Gruppenspiel gegen England, als er im Schlussdrittel eingewechselt wurde. Gegen Deutschland im Achtelfinale, das mit 0:3 verloren wurde, stand er in der Startaufstellung.